# Juntersdorf
Juntersdorf ist ein Stadtteil von Zülpich im Kreis Euskirchen, Nordrhein-Westfalen. Ortsvorsteher ist Axel Faßbender (Stand Juli 2017).

## Lage
Juntersdorf liegt am Übergang zwischen Voreifel und Zülpicher Börde. Direkt am Ort vorbei fließt der Neffelbach. Nordöstlich liegt der Naturschutzsee Füssenich. Nachbarorte sind Füssenich, Hoven, Langendorf und Embken im Kreis Düren. Rund um den Ort ist ein Landschaftsschutzgebiet ausgewiesen.

## Geschichte

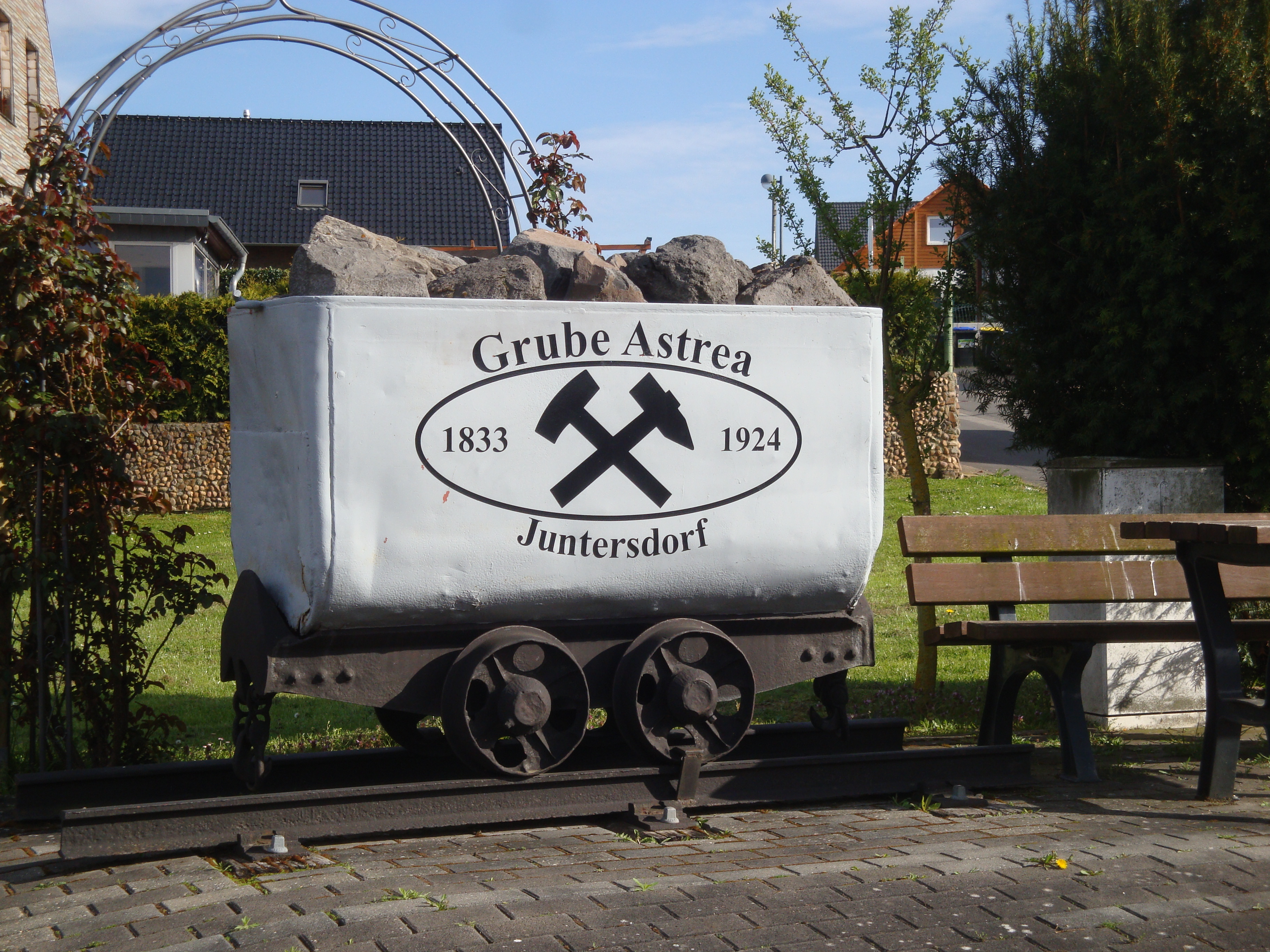
Muldenwagen der Grube Astrea

Der Name Juntersdorf stammt aus der Zeit der ersten Franken (Ritter Gunthar). Bis ins 19. Jahrhundert war die Schreibweise „Guntersdorf“ üblich. Bereits im 13. Jahrhundert gab es einen Ortsadel, der noch im 15. Jahrhundert hier begütert war. Das Jülicher Lehen „Burg Juntersdorf“ wurde landtagsfähiger Rittersitz, im 19. Jahrhundert zum Landtag berechtigtes preußisches Rittergut.
Von 1830 bis 1924 wurde in der Grube Astrea westlich von Juntersdorf Braunkohle abgebaut. Das Gelände wurde in den 1950er-Jahren durch eine Außenkippe des Tagebaus Zülpich-Mitte überdeckt. Als Erinnerung an die Grube trägt heute eine Hauptstraße den Namen Astreastraße und auf der Ecke Hovener Straße/Düttling steht ein historischer Muldenwagen aus der Grube mit der Aufschrift „Grube Astra 1833–1924“.
Juntersdorf wurde am 1. Juli 1969 nach Füssenich eingemeindet. Seit 1947 gehörte der Ort zum damaligen Amt Vettweiß im Landkreis Düren. Am 1. Januar 1972 wurde Füssenich mit Juntersdorf in die Stadt Zülpich eingegliedert.

## Kirche

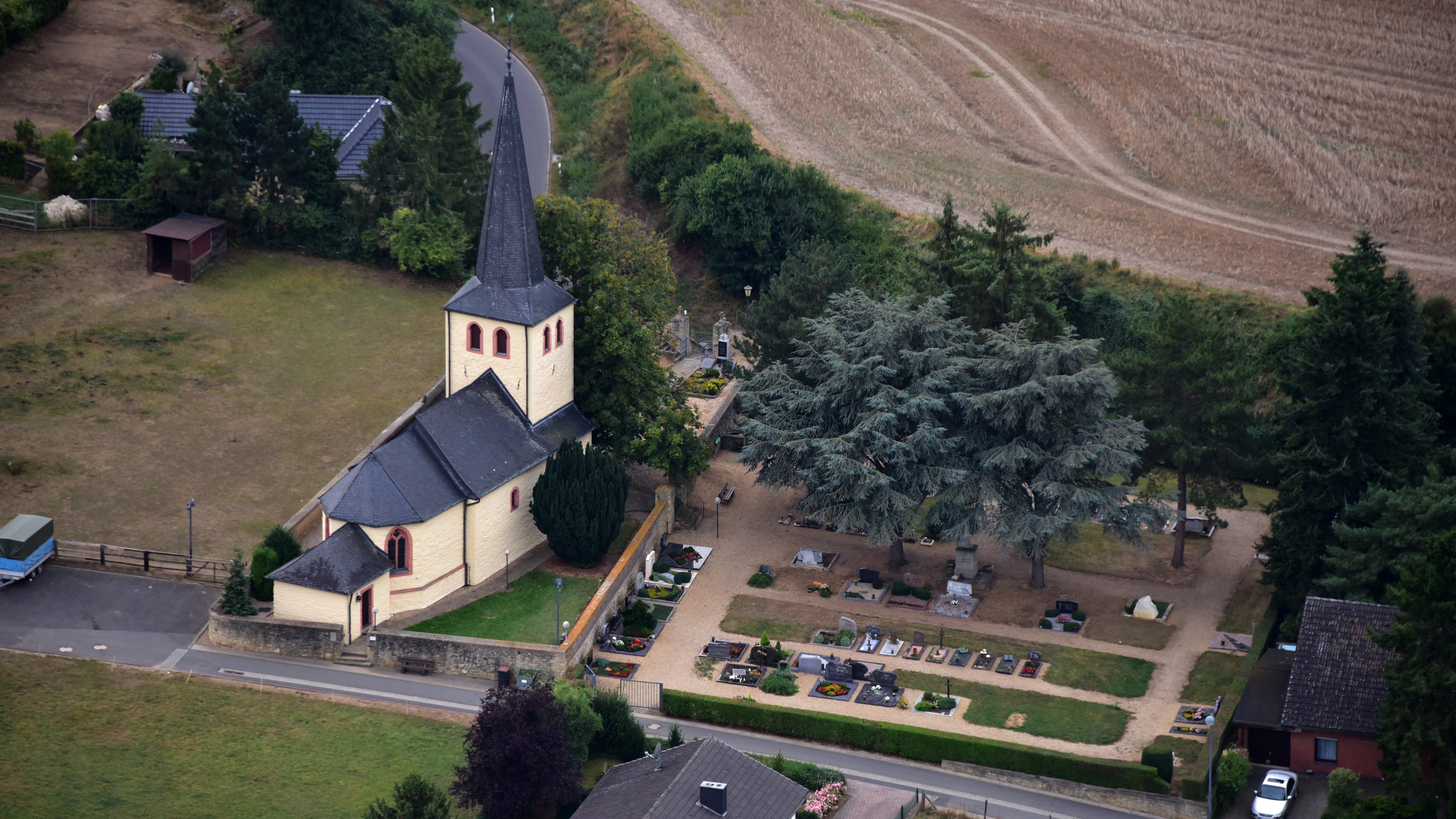
Juntersdorf, St. Gertrudis, Luftaufnahme (2016)

St. Gertrudis Juntersdorf gehört zu den kleinsten Pfarreien des Erzbistums Köln, an der Grenze zum Bistum Aachen. Die Kirche ragt hoch über den Ort empor. Juntersdorf ist heute eine selbstständige Rektoratspfarrei.
Die ältesten Teile der Kirche stammen aus dem 12. Jahrhundert. Chor und Turm stammen aus dem 15. und 16. Jahrhundert, die Sakristei aus dem 19. Jahrhundert. In der Kirche befinden sich Glasfenster vom Ende des 19. Jahrhunderts sowie von Hermann Gottfried (von 1974). Die Kirche steht seit 1983 unter Denkmalschutz. Das ehemalige Schulgebäude hat die Kirche gekauft und nutzt es heute als Pfarrheim.

## Burg

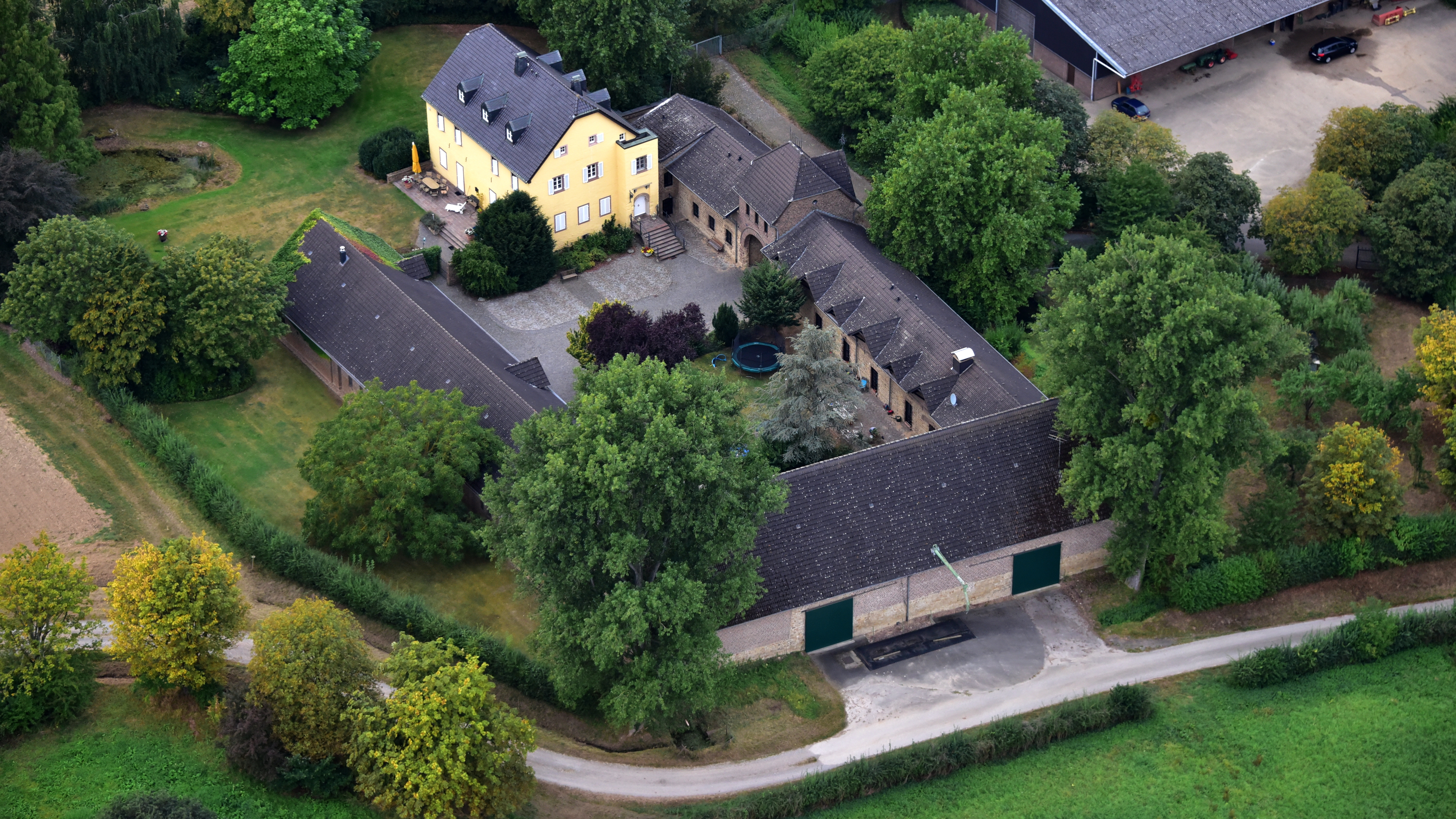
Burg Juntersdorf

Am Ortseingang liegt die Burg Juntersdorf. Ein fränkischer Ritter Gunthar soll sie erbaut haben. Sie war früher zweiteilig und wurde im 16. Jahrhundert erweitert. Im Torbau von 1883 ist der Wappenstein des damaligen Besitzers, Graf Berghe von Trips, einem Vorfahren des Rennfahrers Wolfgang Graf Berghe von Trips eingelassen. Die Burg gelangte durch Heirat im 17. Jahrhundert in den Besitz der Freiherren Berghe von Trips, die sie bis in die 1970er Jahre besaßen und dann veräußerten.

## Verkehr
Östlich des Ortes verläuft die Bundesstraße 56. Bis Anfang der 1960er Jahre fuhr von Düren über Nörvenich und Zülpich über Juntersdorf nach Embken eine Kleinbahn der Dürener Kreisbahn. Auf diesem Gleis wurden auch Güter transportiert. Ende der 1960er Jahre brannte das Juntersdorfer Bahnhofsgebäude vollständig ab.
Im öffentlichen Personennahverkehr wird Juntersdorf von den AVV-Buslinien 218 und 298 des Rurtalbus bedient. Bis zum 31. Dezember 2019 wurde die Linie 218 von der Dürener Kreisbahn, die Linie 298 vom BVR Busverkehr Rheinland betrieben. Die Linie 892 der RVK verbindet den Ort als TaxiBusPlus nach Bedarf mit Zülpich und Bürvenich.
| Linie | Betreiber    | Verlauf |
| ----- | ------------ | --- |
| 218   | Rurtalbus    | Zülpich Adenauerpl./Schulzentr. – Frankengraben – Geich – Füssenich – Juntersdorf – Embken |
| 298   | Rurtalbus    | Düren Bf/ZOB – StadtCenter – Gneisenaustraße – Binsfeld – Rommelsheim – Bubenheim – Jakobwüllesheim – Vettweiß – Froitzheim – (Ginnick ← Embken ← Juntersdorf ←) Füssenich – Geich – Zülpich Post – (Zülpich Bf –) Zülpich Frankengraben – (Adenauerpl./Schulzentr. –) (Nemmenich –) Ülpenich – (Enzen –) Dürscheven – Elsig – Euenheim – Euskirchen Berufskolleg – Euskirchen Bf |
| 892   | RVK/Kreis EU | MiKE / AST-Verkehr: Mülheim – Wichterich – Niederelvenich – Oberelvenich – Rövenich – Zülpich Bf – Zülpich Frankengraben – Hoven – Floren – Merzenich |

## Sonstiges
In Juntersdorf lebt der Dichter und Publizist André Müller sen.